# Південно-Тихоокеанські сухі ліси
Південно-Тихоокеанські сухі ліси (ідентифікатор WWF: NT0230) — неотропічний екорегіон тропічних та субтропічних сухих широколистяних лісів, розташований на півдні Мексики.

## Географія
Екорегіон Південно-Тихоокеанських сухих лісів простягається уздовж узбережжя Тихого океану від гирла річки Бальсас на кордоні Мічоакану та Герреро до узбережжя затоки Теуантепек в Оахаці та на південному заході Чіапасу. Рельєф регіону представлений південними схилами та передгір'ями Південної Сьєрра-Мадре, які переходять у вузьку смугу прибережних низовин. В штаті Оахака прибережні рівнини простягаються далі вглиб країни, переходячи у Центральні долини Оахаки. Висота регіону коливається від 0 до 1400 м над рівнем моря. На прибережних рівнинах переважають неглибокі, добре дреновані ґрунти, сформовані з вапняків, а у передгір'ях Південної Сьєрра-Мадре — більш кам'янисті ґрунти, утворені з магматичних порід.
На північний захід від екорегіону, за річкою Бальсас, поширені сухі ліси Халіско, а на південний схід — центральноамериканські сухі ліси. В горах на півночі сухі ліси екорегіону переходять у сосново-дубові ліси Південної Сьєрра-Мадре, сосново-дубові ліси Сьєрра-Мадре-де-Оахаки, гірські ліси Чімалапасу та вологі ліси Сьєрра-Мадре-де-Чіапасу, а на рівнинах Теуантепецького перешийка — у вологі ліси Петену та Веракрусу. В деяких лагунах на узбережжі Тихого океану поширені мангри тихоокеанського узбережжя Південної Мексики та мангри Теуантепеку і Ель-Манчону.

## Клімат
На більшій частині екорегіону переважає саванний клімат (Aw за класифікацією кліматів Кеппена), а у Центральних долинах Оахаки — напівпустельний клімат (BSh за класифікацією Кеппена). Середньорічна кількість опадів в регіоні становить 800 мм, більшість з яких випадає під час сезону дощів з червня по жовтень. Взимку триває яскраво виражений сухий сезон.

## Флора
Основними рослинними угрупованнями екорегіону є сухі тропічні ліси, більшість дерев у яких скидає листя під час зимового сухого сезону. У лісах, поширених на прибережних низовинах, переважають маянські горіхи (Brosimum alicastrum), подібні сідероксилони (Sideroxylon persimile), дрібнолисті годманії (Godmania aesculifolia), сапотілові дерева (Manilkara zapota), акапулькійські крилоплідники (Pterocarpus acapulcensis), деревоподібні какауанче (Licania arborea), рожеві лапачо (Handroanthus impetiginosus), псевдобомбакси Палмера (Pseudobombax palmeri), еліптичні псевдобомбакси (Pseudobombax ellipticum) та червоні плюмерії (Plumeria rubra), а в лісах, поширених у передгір'ях, — розлогі кебрачо (Lysiloma divaricatum), високі бурзери (Bursera excelsa), духмяні бурзери (Bursera fagaroides), дрібнолисті сейби (Ceiba aesculifolia), великолисті дівочі сливи (Comocladia macrophylla) та американські тріхілії (Trichilia americana). Трав'янистих рослин та епіфітів у цих лісах зустрічається мало.
На крайньому сході екорегіону, уздовж узбережжя Теуантепецької затоки, де середньорічна кількість опадів становить 1040-1600 мм, поширені більш вологі ліси, ніж на решті екорегіону. У цих лісах переважають мексиканські альварадоа (Alvaradoa amorphoides), великоколосі буціди (Bucida macrostachya), мексиканські бразілетто (Haematoxylum brasiletto), пишноцвіті кокколоби (Coccoloba floribunda), гумбо-лімбо (Bursera simaruba), двоперисті бурзери (Bursera bipinnata) та китицецвіті мескіти (Neltuma juliflora).
Сухі ліси, поширені вздовж тихоокеанського узбережжя Південної Мексики, утворюють вузьку смугу рослинності, яка характеризуються високим флористичним різноманіттям та рівнем ендемізму. Тут зустрічається більше ендемічних видів акацій (Acacia spp.), кручених паничів (Ipomoea spp.) та молочаїв (Euphorbiaspp.), ніж будь-де в Мексиці. Особливо багато ендемічних рослин зустрічається в сухих лісах Оахаки.

## Фауна
Серед поширених в екорегіоні ссавців слід відзначити акапулькійського білохвостого оленя (Odocoileus virginianus acapulcensis), ошийникового пекарі (Dicotyles tajacu), мексиканського кролика (Sylvilagus cunicularius), мексиканську рудочереву вивірку (Sciurus aureogaster), халіскського бавовняного хом'яка (Sigmodon mascotensis), техаського рисового хом'яка (Oryzomys couesi), чорновухого рисового хом'яка (Handleyomys melanotis), вечірню мишу Суміхраста (Nyctomys sumichrasti), барвисту колючу торбомишу (Heteromys pictus), мексиканську байомишку (Baiomys musculus), велетенського гоферика (Orthogeomys grandis), мексиканського коенду (Coendou mexicanus), віргінського опосума (Didelphis virginiana), сіруватого мишачого опосума (Tlacuatzin canescens), дев'ятипоясного броненосця (Dasypus novemcinctus), північного тамандуа (Tamandua mexicana), великого зайцегуба (Noctilio leporinus) та майже ендемічного бананового листоноса (Musonycteris harrisoni). Серед хижаків, поширених в лісах регіону, слід відзначити ягуара (Panthera onca), північноамериканську пуму (Puma concolor couguar), оцелота (Leopardus pardalis), маргая (Leopardus wiedii), ягуарунді (Herpailurus yagouaroundi), койота (Canis latrans), сіру лисицю (Urocyon cinereoargenteus), какоміцлі (Bassariscus sumichrasti), кінкажу (Potos flavus), білоносу носуху (Nasua narica), північноамериканську котофредку (Bassariscus astutus), тайру (Eira barbara), карликового плямистого скунса (Spilogale pygmaea), американського свинорилого скунса (Conepatus leuconotus) та звичайного ракуна (Procyon lotor). 
Серед поширених в регіоні птахів слід відзначити чубату пенелопу (Penelope purpurascens), західну чачалаку (Ortalis poliocephala), жовтодзьобого голуба (Patagioenas flavirostris), велику піаю (Piaya cayana), руду таязуру (Morococcyx erythropygus), рудощокого пораке (Nyctidromus albicollis), мексиканського колібрі-смарагда (Cynanthus auriceps), синьоголового колібрі-ангела (Heliomaster longirostris), біловусого колібрі-ангела (Heliomaster constantii), зеленогрудого колібрі-манго (Anthracothorax prevostii), синьогорлого цинантуса (Cynanthus latirostris), руду амазилію (Amazilia rutila), яструба-довгонога (Geranospiza caerulescens), великодзьобого канюка (Rupornis magnirostris), мексиканського канюка (Buteo plagiatus), гачкодзьобого шуляка (Chondrohierax uncinatus), світлоголового сичика-горобця (Glaucidium palmarum), гватемальську сплюшку (Megascops guatemalae), цитринового трогона (Trogon citreolus), світлодзьобого дятла-кардинала (Campephilus guatemalensis), смугастобоку жовну (Dryocopus lineatus), мексиканську гілу (Melanerpes chrysogenys), білолобого амазона (Amazona albifrons), мексиканського аратингу (Eupsittula canicularis), вогнистого москверо (Pyrocephalus obscurus), тропічного тирана (Tyrannus melancholicus), світлогорлого копетона (Myiarchus nuttingi), червоноголового бієнтевіо (Myiozetetes similis), велику пітангу (Pitangus sulphuratus), золотогузого атілу (Attila spadiceus), білочеревого віреона (Vireo flavoviridis), золотистого віреона (Vireo hypochryseus), білогорлу сойку (Cyanocorax formosus), синалойського поплітника (Thryophilus sinaloa), вохристого поплітника (Pheugopedius felix), мексиканського дрозда (Turdus rufopalliatus), вогнистоголового трупіала (Icterus pustulatus), плямистоволого трупіала (Icterus pectoralis), мексиканського касика (Cassiculus melanicterus), тропічного пісняра (Setophaga pitiayumi), сіроголового жовтогорлика (Geothlypis poliocephala), широкобрового чінголо (Peucaea ruficauda), оливкову риджвею (Arremonops rufivirgatus), велику гранателу (Granatellus venustus), кармінову габію (Habia rubica), мексиканського кокоа (Xiphorhynchus flavigaster), маскову бекарду (Tityra semifasciata), чагарникову гутураму (Euphonia affinis), бурогузого зернолуска (Saltator grandis) та якарину (Volatinia jacarina).
Ендеміками екорегіону є бірюзовоголові цинантуси (Cynanthus doubledayi), рудобокі агиртрії (Ramosomyia wagneri) та рудохвості чінголо (Peucaea sumichrasti), а майже ендемічними його представниками — північні ерміти (Phaethornis mexicanus), чагарникові колібрі-білозори (Calothorax pulcher), сірогорлі гіли (Melanerpes hypopolius), акацієві копетони (Ramphotrigon flammulatum), акапулькійські паї (Cyanocorax sanblasianus), мексиканські різжаки (Campylorhynchus humilis), білогорлі тауї (Melozone albicollis), чорнодзьобі пінсони (Aimophila notosticta), біловусі чінголо (Peucaea mystacalis), сонорські гутурами (Euphonia godmani), рожевочереві скригнатки (Passerina rositae) та жовтогруді скригнатки (Passerina leclancherii).
Герпетофауна екорегіону включає жахливого отрутозуба (Heloderma horridum), одну з двох отруйних ящірок світу. В регіоні спостерігається найбільше різноманіття павуків та скорпіонів у Мексиці. Також в екорегіоні мешкає 11 ендемічних видів метеликів з родини Косатцеві (Papilionidae).

## Збереження
Значна частина лісів екорегіону була знищена внаслідок лісозаготівлі та перетворена на сільськогосподарські угіддя, зокрема на фруктові та кавові плантації. Тим не менш, близько 28 % лісів екорегіону є відносно незайманими. Основними загрозами для збереження природи регіону є вирубка лісів, розвиток сільського господарства, а також розвиток туризму у прибережних районах.
Оцінка 2017 року показала, що 1826 км², або 4 % екорегіону, є заповідними територіями. Природоохоронні території включають: Національний парк Уатулько, Національний парк Ель-Веладеро, Національний парк Лагунас-де-Чакауа та Біосферний заповідник Ла-Сепультура.